# Eric Gehrig
Eric Otto Gehrig (Harvey, 25 dicembre 1987) è un ex calciatore statunitense, di ruolo difensore.

## Statistiche

### Presenze e reti nei club
Statistiche aggiornate al 23 marzo 2016.
| Stagione             | Squadra              | Campionato           | Campionato | Campionato | Coppe nazionali | Coppe nazionali | Coppe nazionali | Coppe continentali | Coppe continentali | Coppe continentali | Altre coppe | Altre coppe | Altre coppe | Totale | Totale |
| Stagione             | Squadra              | Comp                 | Pres       | Reti       | Comp            | Pres            | Reti            | Comp               | Pres               | Reti               | Comp        | Pres        | Reti        | Pres   | Reti   |
| -------------------- | -------------------- | -------------------- | ---------- | ---------- | --------------- | --------------- | --------------- | ------------------ | ------------------ | ------------------ | ----------- | ----------- | ----------- | ------ | ------ |
| 2011                 | Columbus Crew        | MLS                  | 8          | 0          | LHUSOC          | 1               | 0               | -                  | -                  | -                  | -           | -           | -           | 9      | 0      |
| 2012                 | Columbus Crew        | MLS                  | 12         | 0          | LHUSOC          | 1               | 0               | -                  | -                  | -                  | -           | -           | -           | 13     | 0      |
| 2013                 | Columbus Crew        | MLS                  | 6          | 0          | LHUSOC          | 2               | 0               | -                  | -                  | -                  | -           | -           | -           | 8      | 0      |
| 2014                 | Columbus Crew        | MLS                  | 20+2       | 0          | LHUSOC          | 1               | 0               | -                  | -                  | -                  | -           | -           | -           | 21+2   | 0      |
| Totale Columbus Crew | Totale Columbus Crew | Totale Columbus Crew | 46+2       | 0          |                 | 5               | 0               |                    |                    |                    |             |             |             | 51+2   | 0      |
| 2015                 | Chicago Fire         | MLS                  | 25         | 0          | LHUSOC          | 4               | 0               | -                  | -                  | -                  | -           | -           | -           | 29     | 0      |
| 2016                 | Chicago Fire         | MLS                  | 0          | 0          | -               | -               | -               | -                  | -                  | -                  | -           | -           | -           | 0      | 0      |
| Totale Chicago Fire  | Totale Chicago Fire  | Totale Chicago Fire  | 25         | 0          |                 |                 |                 |                    |                    |                    |             |             |             | 29     | 0      |
| Totale carriera      | Totale carriera      | Totale carriera      | 71+2       | 0          |                 |                 |                 |                    |                    |                    |             |             |             | 80+2   | 0      |